# NS-Dokumentationszentrum (Monaco di Baviera)
Il Centro di documentazione sul Nazionalsocialismo di Monaco di Baviera (in tedesco NS-Dokumentationszentrum) è un museo incentrato sulla storia della città e della Baviera tra la Prima e la Seconda Guerra Mondiale, con una particolare attenzione alle conseguenze politiche e sociali del nazismo.
Annunciato nel 2005 ed aperto al pubblico il 1º maggio 2015, il museo è stato costruito simbolicamente nel luogo dove si trovava la Braunes Haus (letteralmente la casa marrone per il colore delle camicie dei militanti), il quartier generale della NSDAP, uno dei luoghi chiave del regime per trasformare Monaco nella cosiddetta capitale del movimento durante l'ascesa e la presa del potere.